# Tillie the Toiler (film, 1927)
Pour les articles homonymes, voir Tillie the Toiler (homonymie).
Pour plus de détails, voir Fiche technique et Distribution.
Tillie the Toiler est un film américain réalisé par Hobart Henley, produit par la Metro-Goldwyn-Mayer et sorti en 1927.

## Fiche technique
- Réalisation : Hobart Henley
- Scénario : A. P. Younger d'après le Comic strip Tillie the Toiler de Russ Westover[1]
- Intertitres : Ralph Spence
- Production : Metro-Goldwyn-Mayer
- Photographie : William H. Daniels
- Costumes : André-ani
- Durée : 7 bobines[2]
- Dates de sortie: 
  - 21 mai 1927 ( États-Unis)

## Distribution
- Marion Davies : Tillie Jones
- Matt Moore : Mac
- Harry Crocker : Pennington Fish
- George Fawcett : Mr. Simpkins
- George K. Arthur : Mr. whipple
- Estelle Clark : Sadie
- Bert Roach : Bill
- Gertrude Short : Bubbles
- Claire McDowell : Maude Jones
- Arthur Hoyt : Mr. Smythe